# Brussels Indoor 1985
Il Brussels Indoor 1985 è stato un torneo di tennis giocato sintetico indoor. È stata la 6ª edizione del Brussels Indoor, che fa parte del Nabisco Grand Prix 1985. Si è giocato a Bruxelles in Belgio dall'11 al 17 marzo 1985.

## Campioni

### Singolare maschile
Anders Järryd ha battuto in finale  Mats Wilander con il punteggio di 6–4, 3–6, 7–5

### Doppio maschile
Stefan Edberg /  Anders Järryd hanno battuto in finale  Kevin Curren /  Wojciech Fibak con il punteggio di 6–3, 7–6